# Gonçalo Miguel
Gonçalo Miguel Cardoso de Almeida (Porto, 10 gennaio 2006) è un calciatore portoghese, difensore del Boavista.

## Carriera
Gonçalo Miguel è cresciuto nelle giovanili di Feirense e Vitória Guimarães, per poi trasferirsi nel settore giovanile del Boavista. Nel 2022 è stato ceduto in prestito al Vila Meã nel Campeonato de Portugal. Promosso in prima squadra nel 2024, ha debuttato il 18 agosto dello stesso anno nell'incontro di Primeira Liga perso 1-0 contro il Braga.

## Statistiche

### Presenze e reti nei club
Statistiche aggiornate al 5 ottobre 2024.
| Stagione        | Squadra         | Campionato      | Campionato | Campionato | Coppe nazionali | Coppe nazionali | Coppe nazionali | Coppe continentali | Coppe continentali | Coppe continentali | Altre coppe | Altre coppe | Altre coppe | Totale | Totale | Totale |
| Stagione        | Squadra         | Comp            | Pres       | Reti       | Comp            | Pres            | Reti            | Comp               | Pres               | Reti               | Comp        | Pres        | Reti        | Pres   | Reti   |        |
| --------------- | --------------- | --------------- | ---------- | ---------- | --------------- | --------------- | --------------- | ------------------ | ------------------ | ------------------ | ----------- | ----------- | ----------- | ------ | ------ | ------ |
| 2022-2023       | Vila Meã        | CdP             | 15         | 0          | -               | -               | -               | -                  | -                  | -                  | -           | -           | -           | 15     | 0      |        |
| 2023-2024       | Boavista        | PL              | 0          | 0          | CP+CdL          | 0               | 0               | -                  | -                  | -                  | -           | -           | -           | 0      | 0      |        |
| 2024-2025       | Boavista        | PL              | 6          | 0          | CP              | 0               | 0               | -                  | -                  | -                  | -           | -           | -           | 6      | 0      |        |
| Totale carriera | Totale carriera | Totale carriera | 21         | 0          |                 | 0               | 0               |                    | -                  | -                  |             | -           | -           | 21     | 0      |        |